# That Midnight Kiss
That Midnight Kiss is de eerste film van Mario Lanza, die de mannelijke hoofdrol speelde; deze film lanceerde zijn carrière als filmster. Daarentegen is het de laatste film van José Iturbi (hier te zien met zijn zus Amparo), die bang was dat optreden in films zijn muziekcarrière te veel zou schaden.
De vrouwelijke hoofdrol in deze MGM musical in kleur, uit 1949, is voor Kathryn Grayson. 
Regie is van Norman Taurog, producer is Joe Pasternak.

## Verhaal
De rijke weduwe Abigail Trent Budell droomde in haar jeugdjaren van een carrière als operadiva. Ze hoopt nu dat haar kleindochter Prudence ooit een beroemde sopraan zal worden, en begint een nieuw operagezelschap. Wanneer Prudence met de vrachtwagenchauffeur Johnny Donnetti kennismaakt, is ze danig onder de indruk van zijn zangstem. Ze wil dat hij een rol krijgt in de operavoorstelling, waarin zij de hoofdrol gaat vertolken. Maar voor die rol is inmiddels de beroemde tenor Guido Russino Betelli gecontacteerd.

## Rolverdeling
| Acteur            | Personage              |
| ----------------- | ---------------------- |
| Kathryn Grayson   | Prudence Budell        |
| José Iturbi       | José Iturbi            |
| Ethel Barrymore   | Abigail Trent Budell   |
| Mario Lanza       | Johnny Donnetti        |
| Keenan Wynn       | Artie Geoffrey Glenson |
| J. Carrol Naish   | Papa Donnetti          |
| Jules Munshin     | Michael Pemberton      |
| Thomas Gomez      | Guido Russino Betelli  |
| Marjorie Reynolds | Mary                   |
| Arthur Treacher   | Hutchins               |
| Mimi Aguglia      | Mamma Donnetti         |
| Amparo Iturbi     | Amparo Iturbi          |
| Bridget Carr      | Donna Donnetti         |
| Amparo Ballester  | Rosina Donnetti        |
| Ann Codee         | Mevrouw Bouget         |
| Edward Earle      | Jason                  |
| George Meader     | Paul                   |
| Sheila Stein      | Peanuts Donnetti       |